# Li Da
Li Da (xinès tradicional: 李達, xinès simplificat: 李达, pinyin: Lǐ Dá; Yongzhou, Hunan, 2 d'octubre de 1890 - Wuhan, Hubei, 24 d'agost de 1966) va ser un filòsof marxista xinés.
Va dirigir el Departament de Publicitat del PCX (Agitburo) després de la fundació del Partit. Li Da va abandonar el Partit Comunista en la dècada del 1920 a causa del seu reformisme. No obstant això, va mantenir estrets vincles amb el partit i el seu aparell clandestí. Li Da va traduir al xinés moltes obres marxistes europees. El treball més important de Li Da va ser Elements de sociologia, que tingué una gran influència en Mao Zedong. Li Da va ajudar a popularitzar la Nova Filosofia que va guanyar domini a l'URSS en la dècada del 1930. Després de 1949, Li Da es va reincorporar al PCX. Va ser durament criticat i colpejat al començament de la Revolució Cultural i va morir el 1966. Va ser rehabilitat pòstumament després de la mort de Mao.
Li i la seua esposa Wang Huiwu van tindre tres fills. La filla major, Li Xintian, va morir d'una malaltia durant la Segona Guerra Sino-Japonesa. La segona filla va ser Li Xinyi. El seu únic fill va ser Li Xintian, fundador de la psicologia mèdica a la Xina.